# Harry Melling
Harry Edward Melling, angleški televizijski in filmski igralec, *17. marec 1989, London, Anglija, Združeno kraljestvo.
Je vnuk igralca Patricka Troughtona, ki je igral drugega zdravnika v Doctor Who od leta 1966 do leta 1969. Je tudi nečak igralcev Davida Troughtona in Michaela Troughtona, ter bratranec Jima Troughtona, ki je igralec kriketa in igralca Sama Troughtona.
Hodil je na šole Hendon School, Mill Hill School, Sue Nieto Theatre School in London Academy of Music and Dramatic Art. Je tudi član National Youth Theatrea.

## Filmografija

### Filmi
- Harry Potter in kamen modrosti (2001): Dudley Dursley
- Harry Potter in dvorana skrivnosti (2002): Dudley Dursley
- Harry Potter in jetnik iz Azkabana (2004): Dudley Dursley
- Harry Potter in Feniksov red (2007): Dudley Dursley
- Harry Potter in Svetinje smrti 1 (2010): Dudley Dursley

### Televizija
- Friends and Crocodiles (2005): Mladi Oliver

### Video igre
- Harry Potter in Feniksov red (2007): Dudley Dursley